# Minh Thùy
Minh Thùy (ca sĩ) hay Minh Thùy Idol tên khai khai sinh là Trần Thị Thùy (sinh ngày 23 tháng 12 năm 1987), được khán giả biết đến với cái tên Búp Bê Quái Vật (nickname mà ca sĩ Mỹ Tâm ưu ái dành cho cô), là nữ ca sĩ người Việt Nam, cô đạt giải Á Quân tại cuộc thi Vietnam Idol 2013 mùa thứ 5.

## Sự nghiệp
Đêm gala công bố kết quả cuộc thi “Thần tượng âm nhạc Việt Nam (mùa 5)” diễn ra vào tối 11 tháng 5 năm 2014, Minh Thùy trở thành Á quân mùa thứ 5. Nhật Thủy là Quán quân của cuộc thi và nhỉnh hơn Mình Thùy 2% tỷ lệ bình chọn.
Ngày 30 tháng 5 năm 2014, cô nhận được quyết định khen thưởng từ Chủ tịch UBND tỉnh Quảng Trị vì đã có thành tích xuất sắc trong cuộc thi.

## Sản phẩm âm nhạc
Sau cuộc thi Vietnam Idol 2013, Minh Thùy đã phát hành Single “Tình chát đắng” vào ngày 25 tháng 8 năm 2014 và Album đầu tay “Mùa đông đầu tiên” vào ngày 22 tháng 12 năm 2014. Minh Thùy đang dần hoàn thiện giọng hát của mình qua nhiều sản phẩm chất lượng và được đông đảo khán giả đón nhận, sự thành công ban đầu của “Búp bê quái vật” hoàn toàn xứng đáng với những nỗ nực và lòng đam mê của Minh Thùy.